# Оберхарц ам Брокен
Оберхарц ам Брокен (на немски: Oberharz am Brocken) е град в окръг Харц, Саксония-Анхалт, Германия с 10 771 жители (към 31 декември 2015). Създаден е на 1 януари 2010 г.